# Gylippus caucasicus
Espèce
Gylippus caucasicus est une espèce de solifuges de la famille des Gylippidae.

## Distribution
Cette espèce se rencontre vers sur à Azerbaïdjan, en Arménie, en Géorgie et en Turquie.

## Description
Le mâle décrit par Roewer en 1933 mesure 20,5 mm et la femelle 25,5 mm.

## Liste des sous-espèces
Selon Solifuges of the World (version 1.0) :
- Gylippus caucasicus caucasicus Birula, 1907 de Transcaucasie
- Gylippus caucasicus koenigi Birula, 1913 de Turquie

## Étymologie
Son nom d'espèce lui a été donné en référence au lieu de sa découverte, le Caucase.

## Publications originales
- Birula, 1907 : Zur Systematik der Solifugengattung Gylippus. Zoologischer Anzeiger, vol. 31, p. 885–893 (texte intégral).
- Birula, 1913 : Monographie der Solifugen-Gattung Gylippus Simon. Archives du Musée Zoologique de l’Université de Moscou, vol. 18, p. 317-400 (texte intégral).